# 金黄蛇根草
金黄蛇根草（学名：[Ophiorrhiza aureolina] 错误：{{Lang}}：文本有斜体标记（帮助））为茜草科蛇根草属的植物，为中国的特有植物。分布在中国大陆的云南等地，生长于海拔1,800米的地区，一般生长在林中，目前尚未由人工引种栽培。

## 异名
- Ophiorrhiza aureolina H. S. Lo f. qiongyaensis H. S. Lo